# ゆるキャラ
ゆるキャラは、緩いマスコットキャラクターを略したもので、地域おこしや名産品の紹介、イベントや各種キャンペーンなど地域全般の情報PR、企業・団体のコーポレートアイデンティティなどに使用するマスコットキャラクターのことである。特に地域のPRを目的としたものはご当地キャラとも呼ばれる。そのような可愛らしいキャラクターのイラスト全般を指す場合もある。
狭義の「ゆるキャラ」は、国や地方公共団体その他の公共機関等のマスコットキャラクターで着ぐるみ化されているものに限られるが（後述の「ゆるキャラ三か条」も参照）、広義では企業・団体のプロモーションキャラクターなど、おおよそ広告としての意図や効果を持つキャラクターのことと解される。

代表的なゆるキャラ（ご当地キャラ）のくまモン（フィギュア）
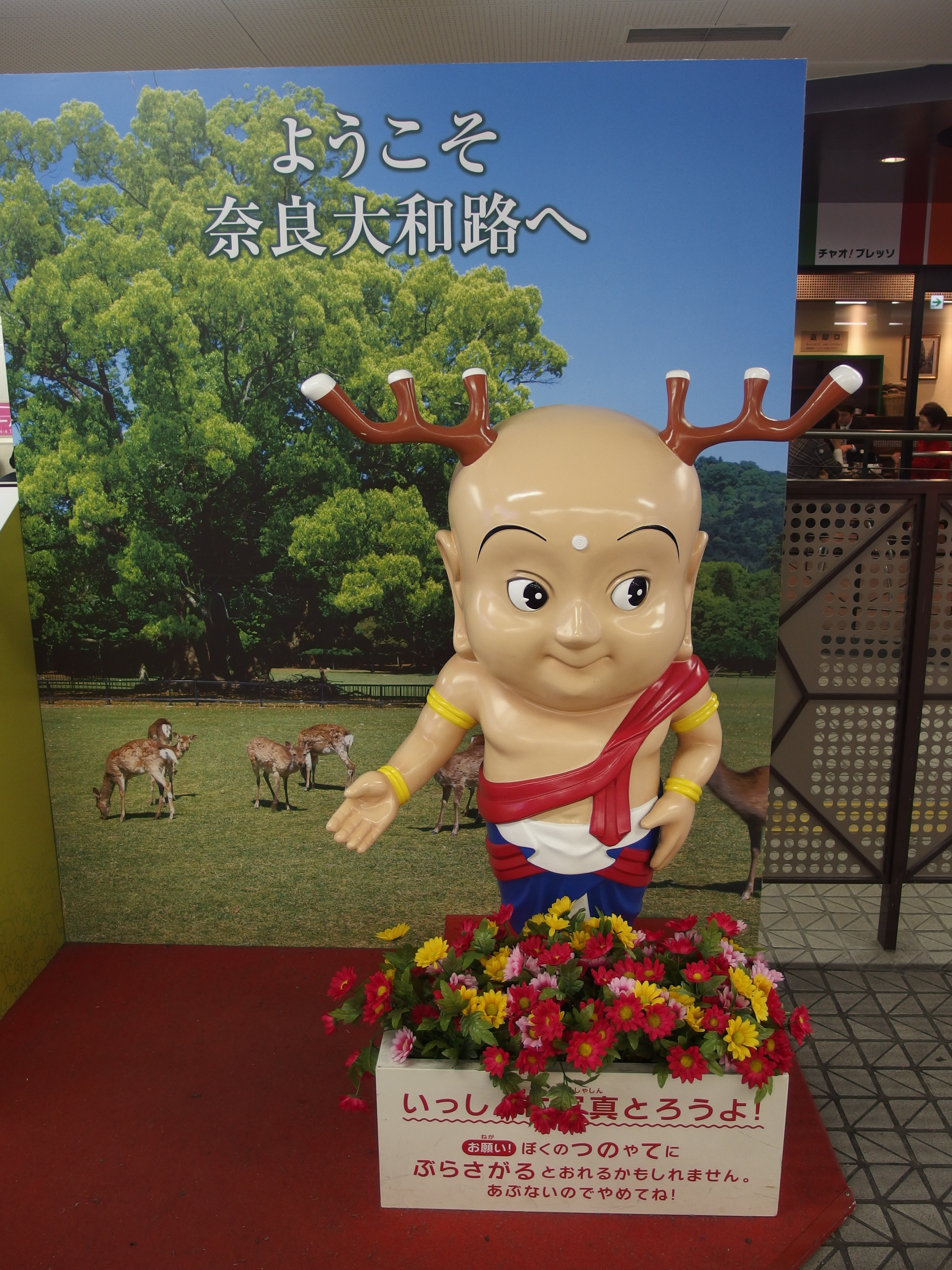
せんとくん
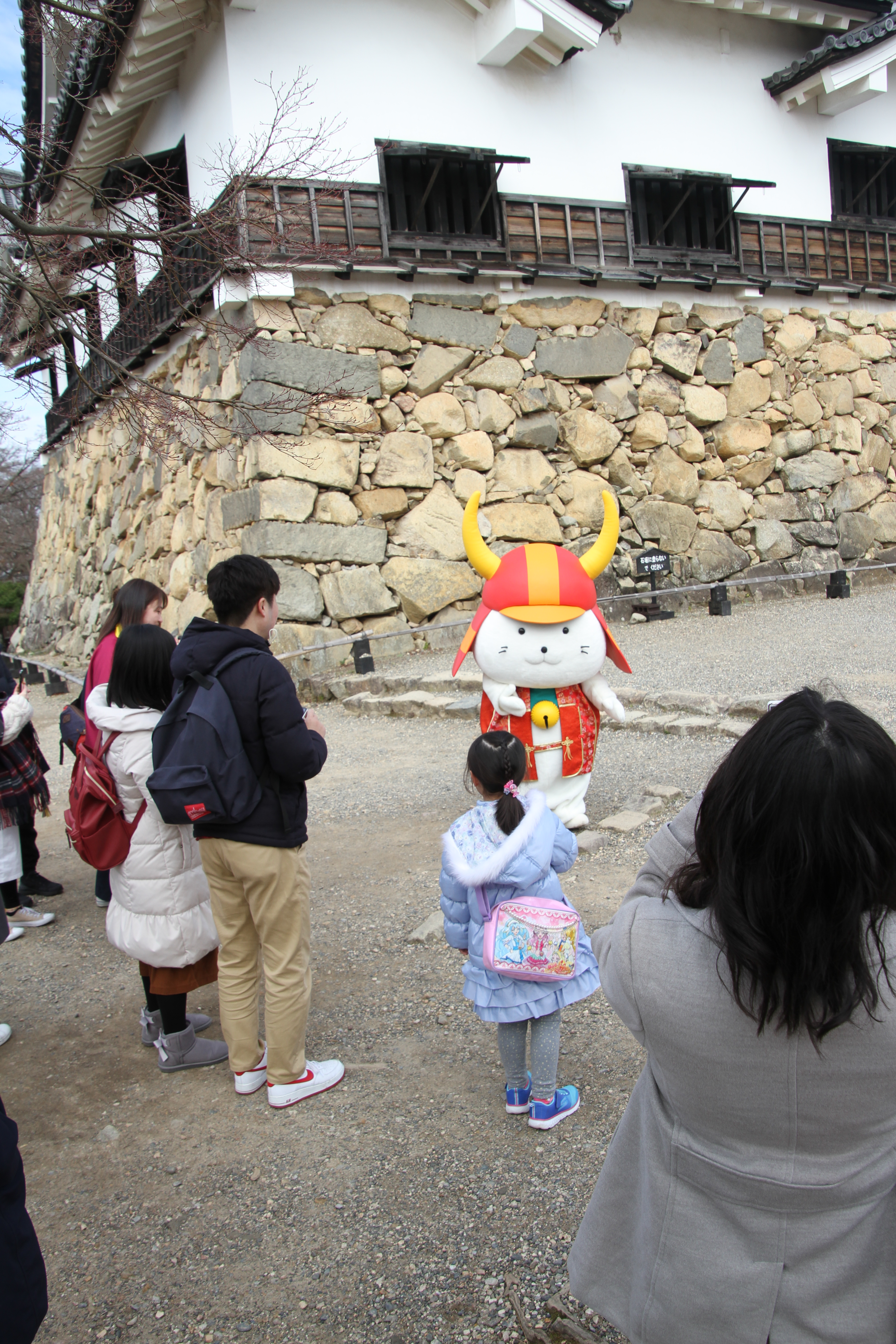
ひこにゃん
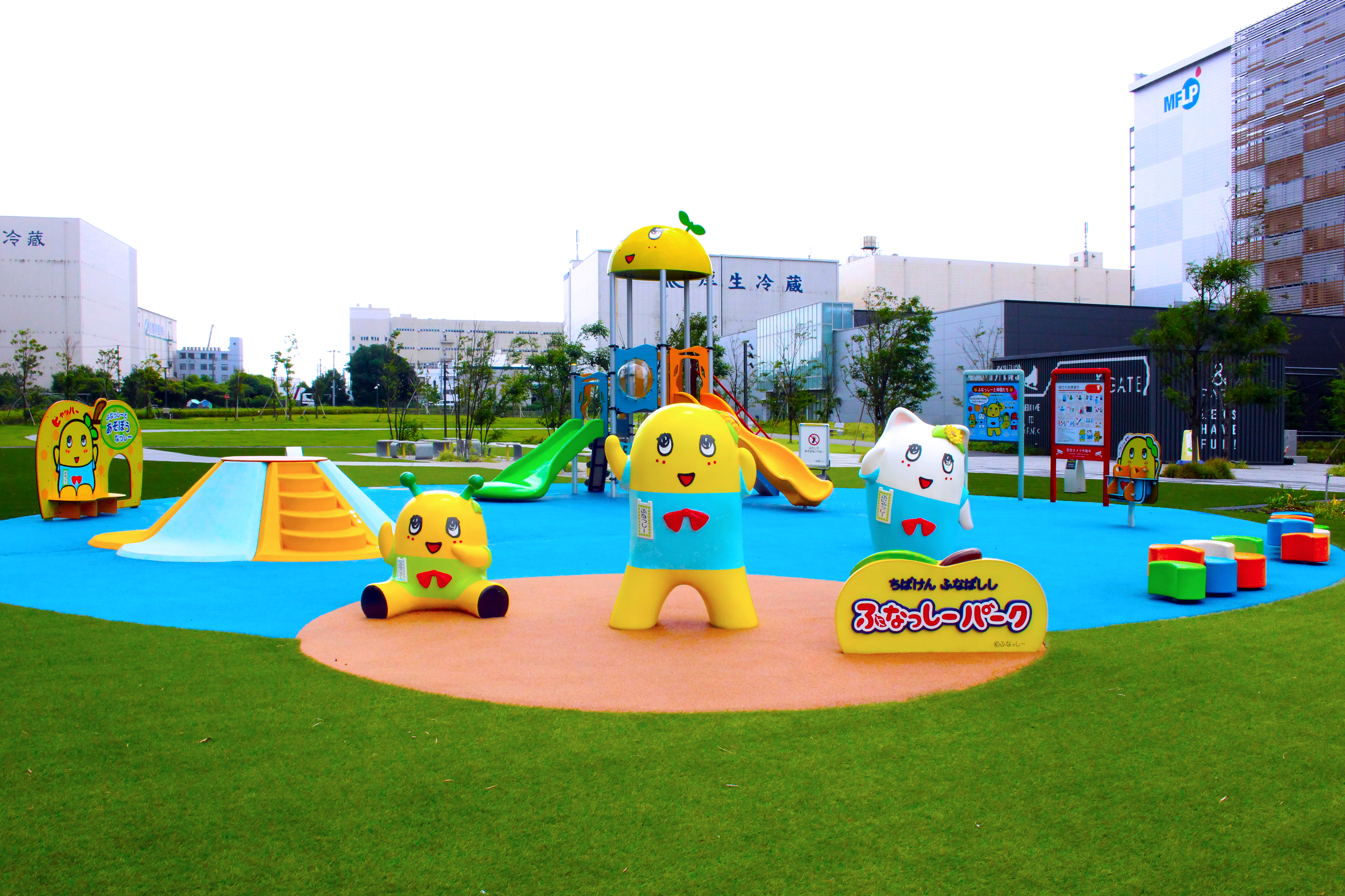
ふなっしー

## 概要
「ゆるキャラ」という名称は漫画家、エッセイストであるみうらじゅんが考案し、みうらも自分が命名者だと自認している。
2004年11月26日には「ゆるキャラ」という言葉が、扶桑社とみうらじゅんによって商標登録されている（第4821202号）。これは無関係な第三者により商売に利用されたり、第三者に商標を取られ「ゆるキャラ」という言葉が自由に使えなくなることを防ぐためである。また「ゆるキャラ」を使用したサイトでは「ゆるキャラ®という文字は、みうらじゅん氏の著作物であるとともに扶桑社、及びみうらじゅん氏の所有する商標です」と明記されている。
新語・流行語大賞では、2008年に「ゆるキャラ」がノミネート、2013年に「ご当地キャラ」がトップテン入りを果たした。
2017年現在、「ゆるキャラ」の商標管理は「ゆるキャラグランプリ実行委員会」と「株式会社ゆるキャラ」になっている。
ゆるキャラの一覧は「官公庁のマスコットキャラクター一覧」を参照。
2020年10月時点で、日本ご当地キャラクター協会（彦根市）への登録は全国約230だが、実際はその何倍ものキャラクターが生まれている。
2021年12月21日時点で、Twitter公式アカウントのフォロワー数を都道府県のキャラクターと知事で比較すると、20府県でキャラクターが知事を上回っている。人気キャラクターの中には、経済波及効果をもたらすキャラクターも生まれている。日本経済新聞が全国の47都道府県と815市区を対象にアンケート調査した結果によると、2011年度の地域キャラクターの総数は714体であったのに対し、2021年度では1553体と10年間で倍増している。

### 歴史
前史
- 1980年代の地方博覧会ブームで作られたマスコットキャラクターがゆるキャラの原点といわれる。

概念誕生
- 2000年（平成12年）
  - 月日不詳 - 『第15回国民文化祭・ひろしま2000』のメインキャラクターとなったブンカッキー[14]を見て、みうらじゅんが「ゆるキャラ」という概念を思いつく[4][5][8][9][10][15][注 2]。
  - 6月 -『ハイパーホビー』Vol.22（2000年7月1日号）にて、みうらのコラム「ユルキャラ民俗学」の連載開始[注 3]。
  - 12月 - 『ハイパーホビー』Vol.28（2001年1月1日号）の「ユルキャラ民俗学 第７回」にてケヤッキーが紹介され、ゆるキャラという言葉が現在と同じ「ゆるいマスコットキャラクター」という意味で使われるようになる。[16]
- 2002年（平成14年）11月23日 - 後楽園ゆうえんちスカイシアターで、みうらのプロデュースにより『第1回みうらじゅんのゆるキャラショー』が開催され、2003年に『みうらじゅんの伝説のゆるキャラショー』のタイトルでDVD化される[11]。
- 2003年（平成15年）1月 - 『SPA!』にて、みうらのコラム「ゆるキャラだョ!全員集合」の連載開始[7]。当時は取材を拒否されることが多かったという。みうらは当時「ゆるい」という言葉がマイナスの印象だったからではないかと推測している[11]。
- 2004年（平成16年）6月 - 『みうらじゅん in 東京ドーム 郷土愛（LOVE） 2004』に、全国から集まったゆるキャラ総勢70体の行進「ゆるキャラサンバ」お披露目が行われる。
- 2006年（平成18年）4月 - 『ゆるキャラ 日本一決定戦』（TVチャンピオン）放送、スギッチが日本一になる[17]。

ブーム
- 2007年（平成19年）
  - 月日不詳 - この頃、滋賀県彦根市で開催された『国宝・彦根城築城400年祭』のイメージキャラクター・ひこにゃんが火付け役とされる「ゆるキャラブーム」が起こる[7][11]。
  - 日付不詳 - 鳥取市の鳥取砂丘でゆるキャラの運動会『ゆるキャラカップ』が年に1回開催されている[18]。
- 2008年（平成20年）
  - 9月、『TVチャンピオン2 ゆるキャラ王選手権』（TVチャンピオン2）放送、わたるがチャンピオンになる[19]。
  - 10月25日 - 26日には、彦根市で『ゆるキャラまつり』が開催された[20]。翌2009年10月23日 - 25日に第2回が開催されており、主催者側では今後も定期開催化して「ゆるキャラの "甲子園" を目指す」方針を明らかにした[21]（2013年より『ご当地キャラ博in彦根』に改称）。
  - 12月 - 『新語・流行語大賞』の候補となる60語に「ゆるキャラ」がノミネートされた[22]ものの、トップテン入りを逃した。
- 2010年（平成22年）より、『ゆるキャラグランプリ』が開催されている。また埼玉県羽生市では同年より「ゆるキャラさみっとin羽生」（2014年より「世界キャラクターさみっとin羽生」に改称）を開催、2012年開催の第3回さみっとでは265キャラが集結した。
- 2013年（平成25年）
  - 1月27日、全国各地のご当地キャラクターがハウステンボスに集まり、100体以上のキャラクターが5分間以上ダンスするギネス世界記録に挑戦、「世界最大のマスコットダンス」として認定された[23][24]。
  - 11月23日、『ゆるキャラさみっとin羽生』において午前までに376体が一堂に集まり、「マスコットの最多集合」としてギネス世界記録に認定された[25][26]。
  - 12月2日、『2013年・新語・流行語大賞』で「ご当地キャラ」がトップテン入りを果たした。受賞者は熊本県のキャラクター・くまモン[27]。

### ゆるキャラ三か条
「ゆるキャラ」の提唱者であるみうらじゅんは、あるキャラクターが「ゆるキャラ」として認められるための条件として、以下の三条件を挙げている。
1. 郷土愛に満ち溢れた強いメッセージ性があること。
2. 立ち居振る舞いが不安定かつユニークであること。
3. 愛すべき、ゆるさ、を持ち合わせていること。

みうらはこれに加えて「原則として着ぐるみ化されていること」も条件に挙げている。また、郷土に由来する「いろんなものを盛り込みすぎて、説明されないと何がなんだか分からなくて笑いを誘うようなところ」、「突っ込みどころの多くとんちんかんなところ」、「プロが商品開発のことを考えてリサーチしたりせず、行政や市民といったキャラクター作りの素人が作るがゆえのゆるさ」、なども指摘する。
条件に「郷土愛」が含まれていることからもわかるように、みうらの想定はあくまで「地方の村おこし・地域振興のためのキャラクター」であり、この定義に従えば全国展開する大企業のプロモーションキャラクターは対象に含まれないことになる。しかし2009年の『ゆるキャラまつり』にはNTTドコモの「ひつじのしつじくん」のような大企業のキャラクターも参加を認められており、時代とともに対象の範囲は拡大されている。ただし当時の『ゆるキャラまつり』実行委員会では、大企業などのキャラクターの参加も認めるものの、イベント協賛企業のキャラクターとして明確に区別していた。
みうらは、ひこにゃんがブームになった2006年を境とした「ひこにゃんビフォーアフター」で、「ゆるキャラ」という言葉の使われ方が変化したと指摘する。ひこにゃん以前は自分たちのキャラクターを「ゆるキャラ」と呼ばれることにマイナスイメージを持っていた自治体側が、ひこにゃん以降は自分たちから「ゆるキャラ」を名乗るようになり、広告会社等のプロが自治体からの依頼を受けデザインや運用を行う「素人ならではのゆるさ」というみうらの定義から外れたご当地キャラクターも数多く登場するようになった。しかし、ひこにゃん以降でも『ゆるキャラグランプリ2012』で最下位グループを形成したポピアン、浜寺ローズちゃん、フルルのような「ゆるさ」を持つキャラクターは依然として存在しており、「ゆるキャラ」という呼称の定義が広がってご当地キャラクター全般を指すようになってきている。
業界でも大手のイベントの一つだった『ゆるキャラまつりin彦根』は、2013年より「ゆるキャラ」という言葉を使用せず、「ゆるくない世界で地道に地元を一生懸命PRしている」キャラクターの祭典として『ご当地キャラ博in彦根』へと改名した。2014年には同様の大手イベントだった『ゆるキャラサミットin羽生』も、「企業キャラクターやご当地ヒーローなどに間口を広げるため」という理由で『世界キャラクターさみっとin羽生』に改称している。

## ゆるキャラグランプリ
2010年より『ゆるキャラグランプリ（ゆる-1）』が開催されている。
2020年3月10日に「ゆるキャラグランプリ実行委員会」は、同年10月3日・4日に岩手県滝沢市の岩手産業文化センターアピオで開催の「ゆるキャラグランプリ2020 THE FINAL 未来へつなぐ いわて幸せ大作戦！！」をもって、ゆるキャラグランプリを終了することを発表した。

### 2010年
『ゆるキャラまつりin彦根〜キグるミさみっと〜』に併せて開催。『ゆるキャラまつり』に参加するキャラクター以外にも投票が可能であり、携帯電話による投票部門と、公式ガイドブック付属の投票用紙による記名投票部門（郵送または会場設置の投票箱への投函）の2部門で争われ、携帯投票では滋賀ふるさと観光大使を務める西川貴教を模したキャラクターであるタボくん、記名投票ではひこにゃんが制した。
| 携帯投票 | 携帯投票       | 携帯投票     | 携帯投票 | 記名投票 | 記名投票       | 記名投票     | 記名投票 |
| 順位     | 出身           | キャラ名     | 得票数   | 順位     | 出身           | キャラ名     | 得票数   |
| -------- | -------------- | ------------ | -------- | -------- | -------------- | ------------ | -------- |
| 1位      | 滋賀県         | タボくん     | 26,421   | 1位      | 滋賀県彦根市   | ひこにゃん   | 356      |
| 2位      | 佐賀県唐津市   | 唐ワンくん   | 24,240   | 2位      | 滋賀県彦根市   | ぎんにゃん   | 85       |
| 3位      | 岐阜県岐阜市   | やなな       | 16,097   | 3位      | 岐阜県岐阜市   | やなな       | 76       |
| 4位      | 愛知県名古屋市 | はち丸       | 15,140   | 4位      | 滋賀県         | タボくん     | 56       |
| 5位      | 福井県美浜町   | へしこちゃん | 15,048   | 5位      | 京都府京都市   | 鸞恩くん     | 51       |
| 6位      | 大阪府東大阪市 | いしきりん   | 13,144   | 6位      | 愛知県名古屋市 | はち丸       | 42       |
| 7位      | 京都府京都市   | 鸞恩くん     | 12,707   | 7位      | 兵庫県         | はばタン     | 33       |
| 8位      | 千葉県成田市   | うなりくん   | 11,055   | 7位      | 大阪府大阪市   | ブットンくん | 33       |
| 9位      | 滋賀県彦根市   | ひこにゃん   | 10,041   | 9位      | 滋賀県守山市   | もーりー     | 31       |
| 10位     | 愛知県稲沢市   | いなッピー   | 8,592    | 10位     | 宮城県         | むすび丸     | 28       |

### 第1回（2011年）
主催者がゆるキャラさみっと協会に変更され、『ゆるキャラさみっとin羽生』に併せて開催された。冠協賛にはタウンページが付いた。
投票対象は、グランプリにエントリーを行った全てのゆるキャラ（企業のゆるキャラは除く。また着ぐるみを持たないキャラクターはエントリー不可）。インターネットによる投票に一本化されたが、主に2ちゃんねるでの呼びかけによるフリーメールを利用した大量の組織票が投票されたために、運営が解析を行い不正とされる票を削除する措置を取った。最終結果では、熊本県のPRキャラクターくまモンがグランプリを獲得、準グランプリは愛媛県今治市観光大使を務めるバリィさんとなった。
2012年2月27日にタウンページ公式サイトにて、10位までのゆるキャラによるビデオレターが期間限定で公開された。
最下位（348位・68票）だった2キャラのうちの長野県上伊那郡南箕輪村のまっくんは、それを逆手にとって「日本でいちばん人気のないキャラクター」として自虐プロモーションを行い、知名度向上により翌年は48位となっている。
| 順位 | 出身           | キャラ名                   | 得票数  |
| ---- | -------------- | -------------------------- | ------- |
| 1位  | 熊本県         | くまモン                   | 287,315 |
| 2位  | 愛媛県今治市   | バリィさん                 | 245,238 |
| 3位  | 東京都国分寺市 | にしこくん                 | 174,079 |
| 4位  | 栃木県大田原市 | 与一くん                   | 172,798 |
| 5位  | 愛知県名古屋市 | はち丸・だなも・エビザベス | 158,756 |
| 6位  | 埼玉県深谷市   | ふっかちゃん               | 154,243 |
| 7位  | 福岡県北九州市 | モモマルくん               | 126,583 |
| 8位  | 岐阜県岐阜市   | やなな                     | 115,866 |
| 9位  | 大阪府箕面市   | 滝ノ道ゆずる               | 110,900 |
| 10位 | 新潟県         | レルヒさん                 | 90,569  |

### 第2回（2012年）
日本ご当地キャラクター協会（2012年6月1日よりゆるキャラさみっと協会より名称を変更したが、また日本ご当地キャラクター協会へと変更した）から、ゆるキャラグランプリ実行委員会へ主催を移管し、実行委員会の顧問には、CD「ゆるキャラ音頭」（みうらじゅん作詞、サワサキヨシヒロ作曲）を2009年3月18日にビクターエンタテインメントよりリリースした橋幸夫が就いた。昨年に続いてタウンページ協賛で開催され、結果発表は『ゆるキャラさみっとin羽生』にて行われた。投票については不正投票防止のためID登録制となった。
昨年の覇者であるくまモンはエントリーを辞退しており、一昨年のひこにゃん・タボくんに続いて2年連続で前年のグランプリが参加せず、アンバサダーとして『ゆるキャラ®︎グランプリ』を盛り上げる役に徹した。表彰式では優勝トロフィーのプレゼンターとして登場している。
グランプリは前年準グランプリの愛媛県今治市のバリィさん、準グランプリは山口県PR本部長ちょるる、羽生市長賞（3位）は群馬県職員ぐんまちゃんとなった。また、みうらじゅんと安斎肇による勝手に観光協会賞が埼玉県飯能市のぴあにしきに贈呈された。
最下位（865位）は大阪府堺市都市緑化センターのキャラクターであるポピアンで、わずか4票だった。864位の浜寺ローズちゃん（大阪府営浜寺公園）、863位のフルル（大阪府立花の文化園）とワースト3は大阪府のキャラクターで占められているため、知名度向上を目指してこの3キャラクター「ビリキャラトリオ」が一堂に会するイベントが行われている。
2013年3月15日、10位までのキャラクターを絵柄にした切手とくまモン絵はがきのセットが発売された。発売に伴って東京中央郵便局で開かれたイベントで、くまモンとバリィさんがゆるキャラ®︎グランプリを2013年も開催することを発表した。
| 順位 | 出身           | キャラ名         | 得票数  |
| ---- | -------------- | ---------------- | ------- |
| 1位  | 愛媛県今治市   | バリィさん       | 547,284 |
| 2位  | 山口県         | ちょるる         | 462,970 |
| 3位  | 群馬県         | ぐんまちゃん     | 260,512 |
| 4位  | 栃木県佐野市   | さのまる         | 163,258 |
| 5位  | 埼玉県深谷市   | ふっかちゃん     | 158,343 |
| 6位  | 島根県         | しまねっこ       | 141,723 |
| 7位  | 静岡県浜松市   | 出世大名家康くん | 137,099 |
| 8位  | 岐阜県岐阜市   | やなな           | 127,820 |
| 9位  | 神奈川県厚木市 | あゆコロちゃん   | 122,161 |
| 10位 | 大阪府箕面市   | 滝ノ道ゆずる     | 114,600 |

### 第3回（2013年）
昨年と同じく、ゆるキャラグランプリ実行委員会主催、タウンページ協賛にて開催された。ゆるキャラグランプリ2012実行委員会が母体となって2013年3月に設立された株式会社ゆるキャラの西秀一郎社長を実行委員会会長に据え、実行委員にくまモンの生みの親である小山薫堂、バリィさんを生み出した第一印刷代表取締役社長西原透、GMOインターネット代表取締役熊谷正寿、エイベックスホールディングス代表取締役社長CEO松浦勝人、幻冬舎代表取締役見城徹の5人が就任した。アンバサダーには2011年グランプリのくまモン、2012年グランプリのバリィさんが就いた。
この回から初めて企業枠が設けられ、これまで参加できなかった企業のゆるキャラについても一定の条件を満たせば参加を認められるようになった。企業・その他部門はご当地部門とは別に集計が行われている。
前々年と前年の最下位だったまっくんとポピアンは、全国規模のイベントよりも地元地域との関わりを重視する「ご当地キャラクターとしての原点に立ち返る」との理由で、共にエントリーを辞退している。
得票数が非表示になる直前の10月7日時点の暫定順位では静岡県浜松市の出世大名家康くんが2位に約10万票の差をつけて首位であったが、11月24日に『ゆるキャラさみっとin羽生』で発表された最終結果では、最終暫定順位で2位だった栃木県佐野市のさのまるがグランプリを獲得した。また、企業・その他部門ではCO・OP共済（日本コープ共済生活協同組合連合会）のキャラクターであるコーすけが1位となった。
ご当地部門及び企業・その他部門を合わせた総合順位で、最下位（1579位・8票）は共にナムコの地方応援キャラである「ナムキャラ応援団」の埼玉県担当サイちん、宮城県担当Tanacoちゃんとなった。ご当地部門単独最下位（総合1534位/ご当地1245位・20票）は京都府南丹市の観光大使を務めるさくらちゃんである。
| ご当地部門   | ご当地部門 | ご当地部門             | ご当地部門       | ご当地部門 | 企業・その他部門 | 企業・その他部門 | 企業・その他部門           | 企業・その他部門  | 企業・その他部門 |
| 順位（総合） | 都道府県   | 所属                   | キャラ名         | 得票数     | 順位（総合）     | 都道府県         | 所属                       | キャラ名          | 得票数           |
| ------------ | ---------- | ---------------------- | ---------------- | ---------- | ---------------- | ---------------- | -------------------------- | ----------------- | ---------------- |
| 1位（1位）   | 栃木県     | 佐野市                 | さのまる         | 1,204,255  | 1位（41位）      | 千葉県           | CO・OP共済                 | コーすけ          | 69,720           |
| 2位（2位）   | 静岡県     | 浜松市                 | 出世大名家康くん | 1,148,585  | 2位（57位）      | 熊本県           | セルモグループ             | セルモンキー      | 44,372           |
| 3位（3位）   | 群馬県     | 群馬県                 | ぐんまちゃん     | 752,789    | 3位（58位）      | 東京都           | ロイヤリティマーケティング | ポンタ            | 43,784           |
| 4位（4位）   | 埼玉県     | 深谷市                 | ふっかちゃん     | 425,694    | 4位（73位）      | 福岡県           | あるあるCity               | べあ〜君          | 35,939           |
| 5位（5位）   | 栃木県     | 大田原市観光協会       | 与一くん         | 406,968    | 5位（117位）     | 東京都           | 東京レインボープライド     | トビー            | 22,466           |
| 6位（6位）   | 神奈川県   | 厚木市                 | あゆコロちゃん   | 404,644    | 6位（131位）     | 東京都           | 明光ネットワークジャパン   | ダルマはかせ      | 19,873           |
| 7位（7位）   | 山口県     | 山口県                 | ちょるる         | 385,027    | 7位（133位）     | 岐阜県           | 地域活性計画               | ぴょこたん        | 19,765           |
| 8位（8位）   | 福岡県     | （株）ふくや           | かわりみ千兵衛   | 361,104    | 8位（134位）     | 埼玉県           | アロハガス                 | パイプル君        | 19,659           |
| 9位（9位）   | 静岡県     | 磐田市                 | しっぺい         | 358,319    | 9位（135位）     | 東京都           | NTTドコモ                  | ドコモダケ        | 19,655           |
| 10位（10位） | 島根県     | （公団）島根県観光連盟 | しまねっこ       | 343,695    | 10位（140位）    | 東京都           | ラグベベ隊                 | C.H.Lion Rag baby | 19,058           |

### 第4回（2014年）
第2回より『ゆるキャラグランプリ』の発表は埼玉県羽生市での『ゆるキャラさみっとin羽生』にて行われてきたが、全国の自治体から開催要望が相次いだことにより開催地は公募によって決定することとなった。
2014年4月18日、愛知県常滑市の中部国際空港（セントレア）にて開催することを発表した。60以上の候補地から最終的にはセントレアと相模原市との一騎討ちとなり、関東地方以外での開催を優先したことと「日本のへそ」に位置して集客を望めることからセントレアに決定した。
先にネットでの投票が行われ、そこで上位100位までに入ったキャラクター及びゆるキャラグランプリのイベントに出展しているキャラクターによる決選投票がセントレアで行われた。ネット投票での獲得票数と決選投票での獲得票数を2倍した票数の合算値を最終結果としている。
グランプリは群馬県のぐんまちゃん、準グランプリは埼玉県深谷市のふっかちゃんが獲得、企業・その他部門では全国理容生活衛生同業組合連合会のバーバーくんが1位を獲得した。
最下位は大阪府堺市の「堺・緑のミュージアム ハーベストの丘」のキャラクター・みのりちゃんと長崎県壱岐市壱岐の蔵酒造のいきっこちゃん（共に1699位・26票）、ご当地部門では同じく壱岐市の壱岐市ケーブルテレビイメージキャラクターであるライトくん&ビットちゃん（総合1687位/ご当地1168位・30票）となった。
なお、同グランプリにエントリーしていた群馬県のスーパーマーケット「とりせん」のイメージキャラクターであるハートりんに対して、同一人物による大量投票があったとして同社はグランプリを棄権した。
| ご当地部門   | ご当地部門 | ご当地部門             | ご当地部門                 | ご当地部門 | 企業・その他部門 | 企業・その他部門 | 企業・その他部門                     | 企業・その他部門       | 企業・その他部門 |
| 順位（総合） | 都道府県   | 所属                   | キャラ名                   | 得票数     | 順位（総合）     | 出身             | 所属                                 | キャラ名               | 得票数           |
| ------------ | ---------- | ---------------------- | -------------------------- | ---------- | ---------------- | ---------------- | ------------------------------------ | ---------------------- | ---------------- |
| 1位（1位）   | 群馬県     | 群馬県                 | ぐんまちゃん               | 1,002,505  | 1位（17位）      | 東京都           | 全国理容生活衛生同業組合連合会       | バーバーくん           | 247,246          |
| 2位（2位）   | 埼玉県     | 深谷市                 | ふっかちゃん               | 835,981    | 2位（21位）      | 愛知県           | コバック                             | コバサン太             | 226,279          |
| 3位（3位）   | 愛媛県     | 愛媛県                 | みきゃん                   | 749,911    | 3位（22位）      | 東京都           | 日本和装ホールディングス             | せとっち               | 208,995          |
| 4位（4位）   | 高知県     | 須崎市                 | しんじょう君               | 525,306    | 4位（30位）      | 大阪府           | ライフデザイン                       | ぱんちゃん             | 178,179          |
| 5位（5位）   | 京都府     | 宇治商工会議所         | チャチャ王国のおうじちゃま | 522,704    | 5位（33位）      | 愛知県           | 勝手に名古屋を盛り上げ隊             | だがやくん             | 169,862          |
| 6位（6位）   | 栃木県     | 大田原市観光協会       | 与一くん                   | 501,122    | 6位（43位）      | 東京都           | ダイナム                             | モーリーズ             | 116,309          |
| 7位（7位）   | 島根県     | （公団）島根県観光連盟 | しまねっこ                 | 469,791    | 7位（46位）      | 東京都           | 損保ジャパン日本興亜ひまわり生命保険 | ポンポン               | 108,952          |
| 8位（8位）   | 栃木県     | 栃木市                 | とち介                     | 469,684    | 8位（47位）      | 東京都           | ぱど                                 | ぱどクン               | 105,972          |
| 9位（9位）   | 神奈川県   | 厚木市                 | あゆコロちゃん             | 428,061    | 9位（48位）      | 東京都           | 三井ダイレクト損害保険               | むじころう・むじこりん | 104,241          |
| 10位（10位） | 静岡県     | 磐田市                 | しっぺい                   | 404,123    | 10位（49位）     | 大阪府           | サトレストランシステムズ             | わっしょくん           | 101,496          |

### 第5回（2015年）
11月21日から23日の3日間、静岡県浜松市の渚園で開催された。
事前のネット投票では、愛媛県のみきゃんが2位の静岡県浜松市の出世大名家康くんに7000票の差を付けて首位だったが、現地投票ではみきゃん4182票、家康くん4万9302票と圧倒的な大差となり、地元開催という強みが決め手となって家康くんが逆転1位に輝いた。また、企業・その他部門1位のしずな〜びも、地元浜松市に本社がある企業のキャラクターである。
なお、「日本ご当地キャラクター協会」が開催に協力し、かつてゆるキャラグランプリの結果発表を行っていた『世界キャラクターさみっとin羽生』（旧称：ゆるキャラさみっとin羽生）も11月21日・22日に開催され、全国規模のご当地キャライベント2つがほぼ同日程で開催される事態となった。浜松市の担当者は産経新聞の取材に対して「天候や集客率を考えた結果の日程だった」、「他にちょうど良い日がなかった。羽生市には申し訳ない」とコメントしている。前年まで上位だったキャラクターの中にはゆるキャラグランプリへのエントリーを見送る陣営も出てきており、栃木県のとちまるくんは不出馬の理由を『世界キャラクターさみっと』へ出演するためと明言している。
| ご当地部門   | ご当地部門 | ご当地部門             | ご当地部門                     | ご当地部門 | 企業・その他部門 | 企業・その他部門 | 企業・その他部門                                           | 企業・その他部門 | 企業・その他部門 |
| 順位（総合） | 都道府県   | 所属                   | キャラ名                       | 得票数     | 順位（総合）     | 都道府県         | 所属                                                       | キャラ名         | 得票数           |
| ------------ | ---------- | ---------------------- | ------------------------------ | ---------- | ---------------- | ---------------- | ---------------------------------------------------------- | ---------------- | ---------------- |
| 1位（1位）   | 静岡県     | 浜松市                 | 出世大名家康くん               | 6,953,461  | 1位（11位）      | 静岡県           | 静岡セキスイハイム不動産                                   | しずな〜び       | 607,583          |
| 2位（2位）   | 愛媛県     | 愛媛県                 | みきゃん                       | 6,915,774  | 2位（13位）      | 東京都           | 東京ガスエネルギー                                         | エネライヌ       | 523,863          |
| 3位（3位）   | 埼玉県     | 深谷市                 | ふっかちゃん                   | 4,011,758  | 3位（14位）      | 大阪府           | 近畿産業信用組合                                           | とらきち         | 480,276          |
| 4位（4位）   | 高知県     | 須崎市                 | しんじょう君                   | 2,242,317  | 4位（16位）      | 大阪府           | 岩谷産業                                                   | マッピー         | 470,213          |
| 5位（5位）   | 富山県     | 小矢部市               | メルギューくん・メルモモちゃん | 1,551,716  | 5位（21位）      | 東京都           | りそなグループ（りそな銀行・埼玉りそな銀行・近畿大阪銀行） | りそにゃ         | 357,408          |
| 6位（6位）   | 栃木県     | 栃木市                 | とち介                         | 992,524    | 6位（22位）      | 大阪府           | 保険デザイン                                               | ぱんちゃん       | 329,412          |
| 7位（7位）   | 埼玉県     | 本庄市                 | はにぽん                       | 903,455    | 7位（25位）      | 東京都           | ダイナム                                                   | モーリーズ       | 299,567          |
| 8位（8位）   | 栃木県     | 小山市観光協会         | 政光くん・寒川尼ちゃん         | 848,973    | 8位（27位）      | 東京都           | バニーオニオン from Sound Horizon                          | バニオン         | 284,270          |
| 9位（9位）   | 愛知県     | 半田市                 | だし丸くん                     | 792,279    | 9位（39位）      | 東京都           | テイチクエンタテインメント                                 | こぶしまる       | 194,446          |
| 10位（10位） | 島根県     | （公団）島根県観光連盟 | しまねっこ                     | 717,148    | 10位（40位）     | 東京都           | 関西ペイント                                               | しっくい丸       | 194,005          |

### 第6回（2016年）
2015年9月23日に名古屋で開催された「ゆるキャラグランプリ2015中間発表」の会場にて、2016年11月5日、6日に行われる発表イベント開催地が愛媛県松山市と発表された。ゆるキャラグランプリが本州以外で開催されるのはこれが初めてとなる。会場は松山市城山公園芝生広場。
これまでの投票では前年にグランプリを逃した上位キャラクターが雪辱を果たすために翌年も上位に食い込む傾向にあったが、前年グランプリの出世大名家康くんと激しいトップ争いを繰り広げた前年2位のみきゃんは地元開催のため「来客のおもてなしに徹する」という理由で、前年3位のふっかちゃんも「全国に名前を知って頂けた」という理由で、それぞれ順位が確定する以前から2016年はエントリー辞退すると明言しており、前年の2位・3位の両方がエントリーを見送る初めてのゆるキャラ®グランプリとなった。
みきゃんが参加しない替わりなのか、特に愛媛県内からの参加が異様に多くなっているのが特徴で、放送局のマスコットまで参加している。
グランプリは高知県須崎市のしんじょう君が、準グランプリは埼玉県本庄市のはにぽんが獲得した。ネット投票では、しんじょう君が3位ではにぽんが1位であったが、現地投票でしんじょう君が7816票、はにぽんが3404票を獲得して逆転。最終的な1位と2位の票数差は4298票と僅差であった。
企業・その他部門では、日本郵便のぽすくまがグランプリに輝いた。ぽすくまと2位のこんのすけ（ニトロプラス）・3位のりそにゃ（りそなグループ）による激しい組織戦の結果、各ゆるキャラとも100万票以上を獲得し、ご当地ゆるキャラを含めた総合順位で初めてベスト10に入る結果となった。
| ご当地部門   | ご当地部門 | ご当地部門             | ご当地部門   | ご当地部門 | 企業・その他部門 | 企業・その他部門 | 企業・その他部門                                           | 企業・その他部門                 | 企業・その他部門 |
| 順位（総合） | 都道府県   | 所属                   | キャラ名     | 得票数     | 順位（総合）     | 都道府県         | 所属                                                       | キャラ名                         | 得票数           |
| ------------ | ---------- | ---------------------- | ------------ | ---------- | ---------------- | ---------------- | ---------------------------------------------------------- | -------------------------------- | ---------------- |
| 1位（1位）   | 高知県     | 須崎市                 | しんじょう君 | 4,345,960  | 1位（6位）       | 東京都           | 日本郵便                                                   | ぽすくま                         | 1,080,212        |
| 2位（2位）   | 埼玉県     | 本庄市                 | はにぽん     | 4,341,662  | 2位（7位）       | 東京都           | ニトロプラス（刀剣乱舞）                                   | こんのすけ                       | 1,066,947        |
| 3位（3位）   | 岡山県     | 総社市                 | チュッピー   | 4,236,540  | 3位（9位）       | 東京都           | りそなグループ（りそな銀行・埼玉りそな銀行・近畿大阪銀行） | りそにゃ                         | 1,050,213        |
| 4位（4位）   | 栃木県     | 栃木市                 | とち介       | 1,885,649  | 4位（16位）      | 神奈川県         | 日本化工塗料                                               | トマックン                       | 336,990          |
| 5位（5位）   | 大阪府     | 箕面市                 | 滝ノ道ゆずる | 1,115,165  | 5位（21位）      | 愛媛県           | フジ                                                       | ハッぴぃ・ショッぴぃ・フジッぴぃ | 282,707          |
| 6位（8位）   | 埼玉県     | 美里町                 | ミムリン     | 1,058,618  | 6位（23位）      | 東京都           | フォーデイズ                                               | どりんびん                       | 268,441          |
| 7位（10位）  | 島根県     | （公団）島根県観光連盟 | しまねっこ   | 819,750    | 7位（26位）      | 東京都           | テイチクエンタテインメント                                 | こぶしまる                       | 237,641          |
| 8位（11位）  | 徳島県     | 株式会社chico          | ゆずがっぱ   | 752,294    | 8位（27位）      | 愛媛県           | 今治造船                                                   | いまぞう君                       | 234,685          |
| 9位（12位）  | 大阪府     | 高槻市                 | はにたん     | 492,428    | 9位（28位）      | 埼玉県           | イーグルスター                                             | あわブタ                         | 227,502          |
| 10位（13位） | 大阪府     | 貝塚市                 | つげさん     | 472,830    | 10位（29位）     | 大阪府           | 関西電力                                                   | はぴ太ファミリー                 | 224,300          |

### 第7回（2017年）
ゆるキャラグランプリ2016の閉会式で『ゆるキャラグランプリ2017』の発表イベント開催日及び開催地が発表され、2017年11月18日・19日に三重県桑名市にあるナガシマスパーランド駐車場内で開催されることが決定した。同年9月9日・10日に愛知県名古屋市千種区にある吹上ホールにて開催された東海テレビ主催のイベント『東海テレビこどもまつり2017』内で、ゆるキャラ®グランプリ2017の中間発表を実施した。
これまではご当地部門の1位は、企業・その他部門の1位より得票数が上だったが、この年は企業・その他部門の2位までが、ご当地部門グランプリのうなりくんを上回る票数を獲得している。又、昨々年度は1310位だったトライくんが昨年度は144位と大躍進を遂げ、今年は3位と更なる大躍進を遂げた。
| ご当地部門 | ご当地部門 | ご当地部門 | ご当地部門       | ご当地部門 | 企業・その他部門 | 企業・その他部門 | 企業・その他部門                                           | 企業・その他部門                 | 企業・その他部門 |
| 順位       | 都道府県   | 所属       | キャラ名         | 得票数     | 順位             | 都道府県         | 所属                                                       | キャラ名                         | 得票数           |
| ---------- | ---------- | ---------- | ---------------- | ---------- | ---------------- | ---------------- | ---------------------------------------------------------- | -------------------------------- | ---------------- |
| 1位        | 千葉県     | 成田市     | うなりくん       | 805,328    | 1位              | 東京都           | りそなグループ（りそな銀行・埼玉りそな銀行・近畿大阪銀行） | りそにゃ                         | 1,150,606        |
| 2位        | 愛知県     | 知立市     | ちりゅっぴ       | 766,359    | 2位              | 大阪府           | ベラジオコーポレーション                                   | えがおん                         | 1,023,017        |
| 3位        | 大阪府     | 東大阪市   | トライくん       | 503,846    | 3位              | 東京都           | マルハン                                                   | にゃんまる                       | 756,515          |
| 4位        | 三重県     | 四日市市   | こにゅうどうくん | 497,530    | 4位              | 埼玉県           | イーグルスター                                             | あわブタ                         | 282,263          |
| 5位        | 茨城県     | 稲敷市     | 稲敷いなのすけ   | 317,077    | 5位              | 大阪府           | 関西電力                                                   | はぴ太ファミリー                 | 252,867          |
| 6位        | 福岡県     | 大牟田市   | ジャー坊         | 313,313    | 6位              | 東京都           | 東京都不動産鑑定士協会                                     | アプレイざるちゃんとコンさるくん | 204,448          |
| 7位        | 茨城県     | 神栖市     | カミスココくん   | 290,771    | 7位              | 東京都           | 日本行政書士連合会                                         | ユキマサくん                     | 195,217          |
| 8位        | 福井県     | 福井市     | 朝倉ゆめまる     | 272,855    | 8位              | 岩手県           | 花巻温泉                                                   | フクロー                         | 161,057          |
| 9位        | 大阪府     | 箕面市     | 滝ノ道ゆずる     | 270,346    | 9位              | 東京都           | 全国農業共済協会                                           | ノーサイくん                     | 149,252          |
| 10位       | 愛媛県     | 愛南町     | なーしくん       | 210,260    | 10位             | 兵庫県           | 明石こころのホスピタル                                     | ココちゃん                       | 126,525          |

### 第8回（2018年）
前年の『ゆるキャラグランプリ2017』発表イベント会場において、2018年11月17日・18日に大阪府東大阪市の花園中央公園で開催することが発表された。同時に、実行委員会の西秀一郎会長は2020年を目処にイベント自体を終了することを検討中と発表した。四日市市役所職員数人が約2万のフリーメールのアドレスを使用し、四日市市のゆるキャラ「こにゅうどうくん」を1位にするため組織投票していたことが発覚した。また大阪府泉佐野市、福岡県大牟田市についても同様の事例が発覚している。
| ご当地部門 | ご当地部門 | ご当地部門                        | ご当地部門           | ご当地部門 | 企業・その他部門 | 企業・その他部門 | 企業・その他部門                 | 企業・その他部門       | 企業・その他部門 |
| 順位       | 都道府県   | 所属                              | キャラ名             | 得票数     | 順位             | 都道府県         | 所属                             | キャラ名               | 得票数           |
| ---------- | ---------- | --------------------------------- | -------------------- | ---------- | ---------------- | ---------------- | -------------------------------- | ---------------------- | ---------------- |
| 1位        | 埼玉県     | (公財）志木市文化スポーツ振興公社 | カパル               | 889,346    | 1位              | 大阪府           | 関西電力                         | はぴ太ファミリー       | 486,048          |
| 2位        | 福岡県     | 大牟田市                          | ジャー坊             | 843,682    | 2位              | 愛知県           | 中部電力                         | カテエネコ             | 404,737          |
| 3位        | 三重県     | 四日市市                          | こにゅうどうくん     | 807,592    | 3位              | 東京都           | かんぽ生命                       | かんぽくん             | 154,314          |
| 4位        | 大阪府     | 泉佐野市                          | 一生犬鳴!イヌナキン! | 605,177    | 4位              | 愛知県           | NEXCO中日本                      | みちまるくん           | 119,618          |
| 5位        | 大阪府     | 箕面市                            | 滝ノ道ゆずる         | 192,326    | 5位              | 東京都           | 全日本不動産協会                 | ラビーちゃん           | 109,690          |
| 6位        | 愛知県     | 大府市                            | おぶちゃん           | 91,687     | 6位              | 東京都           | タニコー                         | ターニー               | 95,260           |
| 7位        | 福岡県     | 大野城市                          | 大野ジョー           | 88,390     | 7位              | 東京都           | プリマハム                       | あらびき星人ソップリン | 67,680           |
| 8位        | 大阪府     | 松原市                            | マッキー             | 77,424     | 8位              | 東京都           | 日立ソリューションズ・クリエイト | くりえいとん           | 66,094           |
| 9位        | 岐阜県     | 神戸町                            | ばら菜               | 71,341     | 9位              | 東京都           | SBJ銀行                          | SOL                    | 65,856           |
| 10位       | 長崎県     | 島原市                            | 島原守護神しまばらん | 55,398     | 10位             | 北海道           | クリエイティブオフィスキュー     | キューちゃん           | 55,329           |

### 第9回（2019年）
2019年3月29日に長野市で行われた記者会見において、市内にあるオリンピック記念アリーナ・エムウェーブ特設会場で11月2日、3日に開催と発表された。
グランプリは長野県のアルクマが、準グランプリは大阪府泉佐野市の一生犬鳴!イヌナキン!が獲得した。また、グランプリと準グランプリは、61票差という僅差であった。
企業・その他部門では、ぽこピー/バーチャルYoutuberのオシャレになりたい！ピーナッツくんがグランプリに輝いた。VTuberがグランプリを獲得するのは初めてである。
| ご当地部門 | ご当地部門 | ご当地部門             | ご当地部門           | ご当地部門 | 企業・その他部門 | 企業・その他部門 | 企業・その他部門                                     | 企業・その他部門                   | 企業・その他部門 |
| 順位       | 都道府県   | 所属                   | キャラ名             | 得票数     | 順位             | 都道府県         | 所属                                                 | キャラ名                           | 得票数           |
| ---------- | ---------- | ---------------------- | -------------------- | ---------- | ---------------- | ---------------- | ---------------------------------------------------- | ---------------------------------- | ---------------- |
| 1位        | 長野県     | 長野県                 | アルクマ             | 106,419    | 1位              | 滋賀県           | ぽこピー/バーチャルYoutuber                          | オシャレになりたい！ピーナッツくん | 176,276          |
| 2位        | 大阪府     | 泉佐野市               | 一生犬鳴!イヌナキン! | 106,358    | 2位              | 愛知県           | 宇佐美鉱油                                           | うさっぴぃ                         | 90,348           |
| 3位        | 熊本県     | 熊本県                 | ころう君             | 95,904     | 3位              | 東京都           | ゆうちょ銀行                                         | ペイレンジャー                     | 89,092           |
| 4位        | 大阪府     | 箕面市                 | 滝ノ道ゆずる         | 74,572     | 4位              | 愛知県           | NEXCO中日本                                          | みちまるくん                       | 88,179           |
| 5位        | 高知県     | 安田町                 | 安田朗               | 67,176     | 5位              | 福岡県           | 玉屋                                                 | たまピー                           | 75,585           |
| 6位        | 高知県     | 株式会社はりま家       | とさけんぴ           | 61,332     | 6位              | 岡山県           | エムズ・ユーグループ                                 | バージンじゃー                     | 72,001           |
| 7位        | 岐阜県     | 池田町                 | ちゃちゃまる         | 47,742     | 7位              | 海外             | Ambassador Management                                | グラ                               | 64,919           |
| 8位        | 新潟県     | （一社）柏崎青年会議所 | えちゴン             | 47,086     | 8位              | 東京都           | タニコー                                             | ターニー                           | 62,907           |
| 9位        | 福岡県     | 久留米市               | くるっぱ             | 45,170     | 9位              | 海外             | 推廣易有限公司 EZ.Promo Limited                      | 易易                               | 53,763           |
| 10位       | 愛知県     | オカザえもんの会       | オカザえもん         | 39,626     | 10位             | 北海道           | なの花薬局（メディカルシステムネットワークグループ） | Na-No                              | 49,921           |

### 第10回（2020年）
岩手産業文化センターアピオ特設会場で10月3日、4日に開催された。
| ご当地部門 | ご当地部門 | ご当地部門               | ご当地部門                     | ご当地部門 | 企業・その他部門 | 企業・その他部門 | 企業・その他部門             | 企業・その他部門         | 企業・その他部門 |
| 順位       | 都道府県   | 所属                     | キャラ名                       | 得票数     | 順位             | 都道府県         | 所属                         | キャラ名                 | 得票数           |
| ---------- | ---------- | ------------------------ | ------------------------------ | ---------- | ---------------- | ---------------- | ---------------------------- | ------------------------ | ---------------- |
| 1位        | 岩手県     | 陸前高田市（AidTAKATA）  | たかたのゆめちゃん             | 280,017    | 1位              | 滋賀県           | ぽんぽこちゃんねる           | 甲賀流忍者ぽんぽこ       | 279,128          |
| 2位        | 大阪府     | 泉佐野市                 | ゆるナキン                     | 271,180    | 2位              | 東京都           | ゆうちょ銀行                 | ペイレンジャー           | 228,502          |
| 3位        | 埼玉県     | 鶴ヶ島市                 | つるゴン                       | 268,201６  | 3位              | 岡山県           | エムス・ユーグループ         | バージンじゃー           | 180,746          |
| 4位        | 大阪府     | 箕面市                   | 滝ノ道ゆずる                   | 267,664６  | 4位              | 東京都           | 株式会社立飛ホールディングス | たっぴくん・たっぴちゃん | 159,283          |
| 5位        | 高知県     | 安田町                   | 安田朗                         | 173,973７  | 5位              | 愛知県           | 株式会社宇佐美鉱油           | うさっぴぃ               | 152,942          |
| 6位        | 大阪府     | 豊能市                   | とよのん                       | 119,025    | 6位              | 東京都           | プリマハム株式会社           | あらびき星人ソップリン   | 150,017          |
| 7位        | 東京都     | 西東京商工会青年部       | キャベッツさん                 | 109,200    | 7位              | 海外             | Ambassador Management        | グラ                     | 121,651          |
| 8位        | 千葉県     | 多古町                   | ふっくらたまこ                 | 98,422     | 8位              | 東京都           | 太陽生命保険株式会社         | いかなキャット           | 95,158           |
| 9位        | 新潟県     | （一社）柏崎青年会議所   | えちゴン                       | 89,862９   | 9位              | 群馬県           | 一般社団法人群馬県建設業協会 | ぐんケンくん             | 85,168           |
| 10位       | 千葉県     | 白井の自然薯を応援する会 | しろい地底王国忍者じねんじゃー | 83,698     | 10位             | 東京都           | JAバンク（農林中央金庫）ト   | よりぞう                 | 75,360           |

### 終了の背景

#### ゆるキャラブームの混乱
ブームを経てキャラクターが濫造された結果、逆にインパクトが弱くなっているという批判が起きた。同じ自治体内でもイベントや部署単位で安易にゆるキャラが作られて多数のゆるキャラが乱立し、広報に統一感が失われキャラクターの知名度が低下するなどの問題も指摘された。ブームの過熱により各地でキャラクターが乱立したことで活動の先進性や個々の注目度が薄れ、やがて成果が上がらないとして事業を縮小する例が続出している。
ゆるキャラグランプリに参加するキャラクター数は、グランプリ開始以降増加を続け、2015年には最多となる1,727体が参加した。しかしその後は減少を続け、2018年には1,000体を割り込み、投票数もピーク時の3分の1に減少した。グランプリで上位に食い込もうと多額の税金投入を行い、「税金の無駄遣い」「本来の理念に反する」と住民からの批判がある自治体も少なくない。

#### 組織票問題
2018年の第8回ゆるキャラグランプリで相次いで組織票・不正投票が発覚した際には批判が相次ぎ、市役所の職員が投票工作を行っていたことから公務に支障が出るという声が上がった。NHKテレビ『クローズアップ現代+』は、2018年11月15日に「ゆるキャラブームに異変！人気投票に”組織票”が…」と題し、ゆるキャラグランプリの問題点とその背景にある地方自治体の疲弊した現状について報道した。しかし、問題とされるのはフリーメールからの大量の不正投票であり、組織票は問題としていない。また、公式サイトには投票について「1人1日1回」と記載されている。

#### 歴史に幕
上述のとおり、2020年開催予定の「ゆるキャラグランプリ 2020」の10回目の開催をもって終了することが発表された。なお、これは2018年の第8回グランプリの時点ですでに、東京オリンピックの年を節目として終了予定が発表されていたものであり、2019年末からの新型コロナウイルス感染症の流行で急遽決定されたわけではない。2020年のグランプリが10月3日（土）・4日(日)に岩手県の岩手産業文化センター アピオにて開催された。

## ゆるバース
2023年より、ゆるキャラグランプリの後継イベントとして「ゆるバース」が実施されている。これは従来のゆるキャラグランプリの要素に加え、宣伝活動や投票にメタバースの要素を組み合わせたものである。

### 第1回（2023年）
宣伝活動や投票をメタバース上、決選投票と表彰式が兵庫県淡路市の国営明石海峡公園で行われた。グランプリを獲得したのは香川県のマスコットキャラクター「うどん脳」。

### 第2回（2024年）
2020年以来4年ぶりにホームページ上でのオンライン投票が復活した。決選投票直前にはメタバース上でのイベントも開催された。決戦投票と表彰式が石川県七尾市の能登歴史公園で行われた。2023年8月8日。グランプリを獲得したのは熊本県八代市日奈久のキャラクター「ちくワン」。2位が静岡県「うなぎいものうなも」、3位が福井県坂井市の坂井ほや丸であった。

## ゆるキャラを扱った作品
- 『普通の女子校生が【ろこどる】やってみた。』 - 小杉光太郎によるストーリー4コマ漫画。『まんが4コマぱれっと』（一迅社）2011年10月号から12月号までゲスト掲載された後、2012年4月号より2022年4月号まで連載された[87]。2014年7月 - 9月にTBSテレビ他にてテレビアニメが放映された。架空の自治体・流川市（流山市がモデル）のゆるキャラ「魚心くん」が同市のローカルアイドル「流川ガールズ」と共に市のPR役として活動する。
- 『全国高校!ゆるキャラ部』 - まいたけによる漫画。『ヤングアニマルイノセント』（白泉社）にて2014年3月より連載[88]。学校単位のゆるキャラが乱立する中、万年人気ランキング最下位のゆるキャラ部が全国高校選手権優勝を目指す。コミックス全1巻、ISBN 9784592140696。